# 蒲池鎮久
蒲池 鎮久（かまち しげひさ）は、戦国時代から安土桃山時代にかけての武将。蒲池氏の家臣。蒲池氏の主君・大友義鎮（宗麟）の1字と、祖父・鑑久まで代々用いられた蒲池氏の通字「久」により鎮久と名乗る。
蒲池鑑盛の庶長子であるため蒲池氏の家督を継がず、代わりに嫡男として継いだ弟鎮漣を自身は家老という形で補佐した。天正9年（1581年）、敵対していた龍造寺氏との和睦に伴い、鎮漣の肥前国行きに同行するが、龍造寺隆信の襲撃を受け、奮戦するも討ち死にした。